# Zdeněk Jirotka
Zdeněk Jirotka (7. ledna 1911 Slezská Ostrava – 12. dubna 2003 Praha) byl český spisovatel a fejetonista, autor humoristických románů, povídek, soudniček a rozhlasových hříček.

## Život
Narodil se v Ostravě v domě na dnešním Náměstí Jurije Gagarina. Zde od roku 1925 studoval reálné gymnázium, avšak byl v kvintě vyloučen, načež se učil zedníkem. Nakonec v roce 1933 maturoval na Vyšší průmyslové škole stavitelské v Hradci Králové. Záhy vstoupil do armády, kde zůstal do roku 1939. Působil zde jako důstojník pěchoty, posléze jako stavební dozor u vojenských staveb. Sloužil v Košicích, Banské Bystrici, Olomouci, Vyškově a v Brně. V roce 1939 se oženil v Hranicích (2. září 1939). Počátkem nacistické okupace (1940–1942) pracoval na ministerstvu veřejných prací, ale už po roce 1942 se věnoval výhradně spisovatelské činnosti, což mu umožnil mimořádný ohlas na jeho prvotinu, humoristický román Saturnin. Jeho úspěch sice již nikdy nepřekonal, ale i kniha Muž se psem, v níž pro změnu parodoval detektivní žánr, se stala velmi oblíbenou. V dopise příteli roku 1944 napsal, že se stal spisovatelem, aby nebyl zaměňován s hokejistou Zdeňkem Jirotkou.
V letech 1945–1951 byl redaktorem Lidových novin (po druhé světové válce byly přejmenovány na Svobodné noviny). Po roce 1951 pak byl dva roky redaktorem humoristického týdeníku Dikobraz. Mezi lety 1953 a 1962 působil v redakci Československého rozhlasu. Vedl zde nejprve redakci humoru a satiry, později redakci pro českou a slovenskou literaturu. V roce 1962 se opět vrátil do redakce Dikobrazu, stal se zde zástupcem šéfredaktora a na tomto postu setrval až do odchodu do důchodu v roce 1971.

### Rodina
- rodiče: matka Zdeňka Jirotky se jmenovala Žofie (rozená Sumíková), pracovala jako učitelka ručních prací. Jeho otec Ladislav měl v Ostravě reklamní agenturu, byl také jedním ze zakladatelů ochotnického divadelního spolku Kolár. Měl též vlastní štukatérskou dílnu.
- manželka: se svou ženou tvořili dokonalý pár. Když slavili 25. výročí svatby, zeptala se paní Jirotková svého muže, zda ji má ještě rád stejně, jako když se brali. A on na to odpověděl: „Jak o tom tak přemýšlím, mám tě rád ještě víc, protože tehdy bych bez tebe mohl žít a teď už si to neumím představit…“
- děti: Hana (dnes Sýkorová) a Zdeněk

## Dílo
Kouzlo Jirotkova humoru tkví v inspiraci „suchým“ anglickým humorem. Za Jirotkův vzor jsou často označováni Jerome Klapka Jerome nebo Pelham Grenville Wodehouse.

### Noviny a časopisy
Od roku 1940 spolupracoval s Lidovými novinami. Po 2. světové válce byl redaktorem a zástupcem šéfredaktora humoristického časopisu Dikobraz (viz kap. Život).
Krom uvedených tiskovin publikoval v periodikách Čs. novinář, Svět práce a Literární noviny.

### Beletrie

#### Saturnin
Humoristický román Saturnin vyšel roku 1942 a vypráví příběhy svérázného sluhy Saturnina, jeho pána a dalších postav, z nichž zejména teta Kateřina se svou oblibou přísloví zlidověla. Saturninův pán, který je zároveň vypravěčem, si jej najme, aniž tuší, kolik jeho výstředních nápadů bude muset přežít. Typ hrdiny svérázného sluhy proslavil zejména Pelham Grenville Wodehouse svou postavou sluhy Jeevese. Saturnin byl roku 1994 adaptován jako čtyřdílný televizní seriál pod režií Jiřího Věrčáka. Seriál byl zároveň sestříhán do podoby stejnojmenného celovečerního filmu.
Kniha se stala v Československu a České republice mimořádně populární, roku 2009 zvítězila v anketě České televize Kniha mého srdce. Podle tohoto výsledku se stala nejoblíbenější knihou Čechů vůbec.

#### Ostatní
Roku 1944 vyšla humorná parodie na detektivní román Muž se psem o hloupých podvodnících a neomylném amatérském detektivovi. Roku 1968 Jirotka knihu rozšířil o čtyři povídky.
Knižně vyšlo:
- Saturnin (1942)
- Muž se psem (1944)
- Hvězdy nad starým Vavrouchem (1946)
- Profesor biologie na žebříku (1956)
- Sedmilháři (spoluautor, 1969)
- Velká kniha sedmilhářů (spoluautor, 1994)
- Pravidla se změnila (2000)

### Rozhlas
Pro rozhlas Jirotka napsal řadu her (Hvězdy nad starým Vavrouchem, 1944; Rodinná tradice, 1945; Hloupý milionář, 1945; Dobrá rada pana Bartoše, 1965, aj.). Několik scénářů napsal i pro Československou televizi (Případ pro tři, 1962; Věštec, 1963).
V rozhlase spolupracoval na populárním pořadu Sedmilháři, vyprávění z tohoto pořadu pak vyšlo i knižně.

### Film
- 1961 – Walet pikowy (polský film podle románu Muž se psem, 1961, scénář a režie Tadeusz Chmielewski)
- 1965 – 7 zabitých (role otce hlavní hrdinky Jenky ve filmu Pavla Kohouta)
- 1969 – Přehlídce velím já! (role porotce)
- 1994 – Saturnin (film a televizní minisérie, režie Jiří Věrčák, role Saturnina Oldřich Vízner)